# ОК Рибница
ОК Рибница је српски одбојкашки клуб из Краљева. Клуб је основан 1954. године, а тренутно се такмичи у Суперлиги Србије.

## Историја
Клуб је 1954. основала група младих људи из краљевачког насеља Рибница, по коме је и добио име. Први пут до Прве савезне лиге Југославије стиже 1974, али због недостатка одговарајуће хале, утакмице је у почетку играо у Чачку. Већ 1978. Рибница долази и до првог великог трофеја, Купа Југославије, који је освојен у Новом Саду. Освајањем куп Рибница је по први пут стекла право да учествује у неком европском купу, Купу победника купова, прво је избачен Индустриалес из Мадрида, али је Панини из Модене у наредном колу био бољи.
Клуб је од уласка у Прву лигу четири пута испадао из ње, али се брзо враћао, а још пет пута је био представник у европским такмичењима. У скоријој историји четири пута је носио спонзорске називе - ВИОР Спорт, Еуроинвест, Шумадијадрво и последње до 2006. Рибница Грађевинар. У сезони 2006/07. клуб у регуларном делу сезоне првенства Србије заузима 3. место, а иако је у мини-лиги заузео тек 4. место, у плеј-офу прави велико изненађење и стиже до финала, где је са 3:1 у победама ипак боља била Војводина. Већ наредне сезоне клуб је играо мини-лигу за опстанак, али је задржао статус суперлигаша. До плеј офа је поново стигао у сезони 2008/09. када је ипак у полуфиналу након велике борбе са 3:2 у победама поражен од Радничког.

## Успеси

### Национални
- Суперлига Србије:
  - Вицепрвак (1): 2006/07.
- Куп Југославије:
  - Победник (1): 1978.
  - Финалиста (1): 1979.
- Куп Србије:
  - Победник (1): 2020/21.[2]
  - Финалиста (2): 2007/08, 2013/14.
- Суперкуп Србије:
  - Финалиста (2): 2014, 2021.
- Прва лига Србије:
  - Првак: 2018/19.[3]

### Међународни
- Балкански куп:
  - Победник (1): 2010.
  - Финалсита (1): 2011.

## Учинак у претходним сезонама
| Сез.     | Ранг | Лига Србије      | Позиција | Скор | Бод. | Плеј-оф       | Куп Србије    | Суперкуп Србије |
| -------- | ---- | ---------------- | -------- | ---- | ---- | ------------- | ------------- | --------------- |
| 2019/20. | 1.   | Суперлига Србије | 8. место | 5:13 | 16   | Није се играо | Осмина финала | —               |
| 2020/21. | 1.   | Суперлига Србије | 2. место | 12:6 | 33   | Четвртфинале  | Победник      | —               |
| 2021/22. | 1.   | Суперлига Србије | 6. место | 11:7 | 35   | Четвртфинале  | Четвртфинале  | Финале          |
| 2022/23. | 1.   | Суперлига Србије | —        | —    | —    | —             | Четвртфинале  | —               |

## Познатији играчи
- Владимир Батез
- Алекса Брђовић
- Дејан Брђовић
- Андрија Вилимановић
- Никола Ковачевић
- Урош Ковачевић
- Срећко Лисинац
- Милија Мрдак
- Вељко Петковић
- Владо Петковић